# Heliocopris kolbei
Heliocopris kolbei là một loài bọ cánh cứng trong họ Bọ hung (Scarabaeidae).